# Tigrinyák
A tigrinyák (vagy tigray-k, de nem keverendők össze a tigré néppel) egy népcsoport Északkelet-Afrikában, Etiópia és Eritrea területén. Eritrea népességének 50, Etiópiáénak 6,1%-át teszik ki, ezzel a tigrinya Etiópia negyedik legnépesebb nemzetisége. Számuk világszerte 7 millió, ebből kétharmad él Etiópiában (elsősorban Tigré szövetségi államban) és egyharmad Eritreában.

## Elnevezés
A tigrinya nyelvet beszélő népeknek nincs egységes elnevezésük. Etiópiában inkább a tigray, Eritreában a biher-tigrinya vagy tigrinya névvel illetik őket. A muzulmán tigrinyák itteni elnevezése jeberti, de őket nem számítják külön nemzetiségnek.

## Történet
A tigrinya nép elődei a Kr. e. 2000 körül már Eritrea és Észak-Etiópia területén élt sémi népek voltak.
Tigré tartomány fontos szerepet játszott az etióp és az eritreai kultúrák történetében. A későbbi tartomány előkelői családfájukat Salamon zsidó király és Sába királynőjének legendás fiáig, I. Menelikig vezették vissza. A Kr. e. 8-7. században a D’mt, a Kr. u. első évezredben pedig az Akszúmi Királyság alakult ki a területen.
A környéken élő többi sémi néptől való elkülönülésük lassan ment végbe, a tigrinya nép első említése a 8-10. század körüli időszakból való. A késő középkorban a tigrinyák az amharák fennhatósága alá kerültek, sokan közülük átvették az amhara nyelvet is.

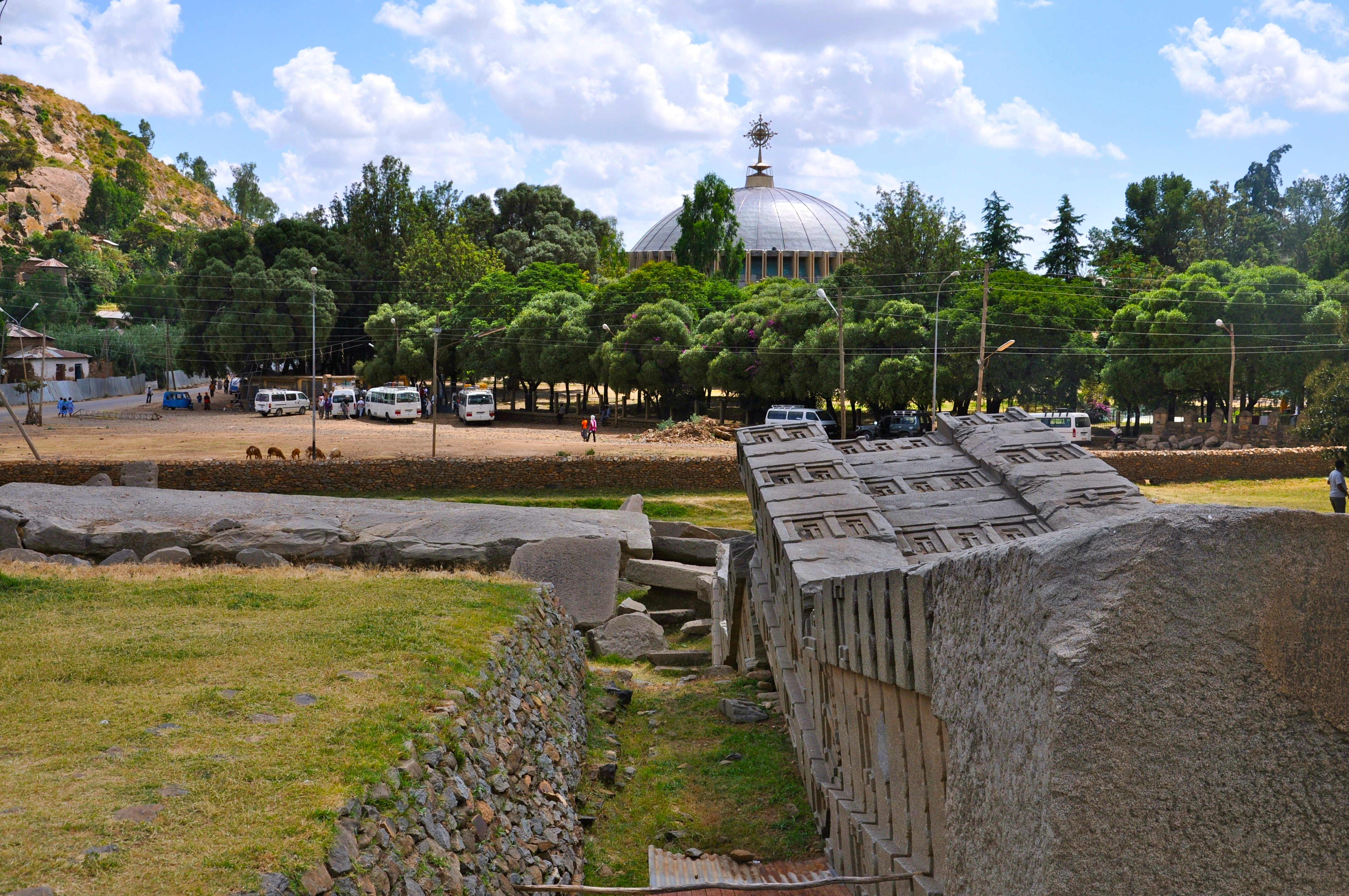

## Vallás
A tigrinyák 94%-a keresztény, 6%-a muszlim.
A keresztény vallás négy ága fordul elő közöttük, melyek a két országban más-más mértékben vannak jelen.
Etiópia Tigré szövetségi államának lakosai közül 95,6% az etióp ortodox egyház tagja és 4% muszlim.
Az eritreai tigrinyák 73%-a az eritreai ortodox egyház híve, 12% katolikus, 10% pedig az iszlám követője és 5% protestáns.

## Nyelv
A tigrinyák a sémi nyelvek közé tartozó tigrinya nyelvet beszélik.

## Fordítás
- Ez a szócikk részben vagy egészben  a   Tigray-Tigrinya people című angol Wikipédia-szócikk fordításán alapul.  Az eredeti cikk szerkesztőit annak laptörténete sorolja fel. Ez a jelzés csupán a megfogalmazás eredetét és a szerzői jogokat jelzi, nem szolgál a cikkben szereplő információk forrásmegjelöléseként.